# Alvis Jaunzems
Alvis Jaunzems (16 de junio de 1999) es un futbolista letón que juega en la demarcación de centrocampista para el Lechia Gdańsk de la Ekstraklasa.

## Selección nacional
Tras jugar con la selección de fútbol sub-19 de Letonia y la sub-21, finalmente debutó con la selección absoluta el 3 de septiembre de 2020. Lo hizo en un partido de la Liga de Naciones de la UEFA contra Andorra que finalizó con un resultado de empate a cero.

## Clubes
| Club               | País    | Año       | Partidos | Goles |
| ------------------ | ------- | --------- | -------- | ----- |
| FK Staiceles Bebri | Letonia | 2015-16   | 1        | 0     |
| Valmieras FK       | Letonia | 2017-2023 | 177      | 15    |
| Stal Mielec        | Polonia | 2023-2025 | 59       | 2     |
| Lechia Gdańsk      | Polonia | 2025-     |          |       |

## Palmarés

### Campeonatos nacionales
| Título   | Club         | País    | Año  |
| -------- | ------------ | ------- | ---- |
| Virslīga | Valmieras FK | Letonia | 2022 |